# Lasserre (Lot-et-Garonne)
Pour les articles homonymes, voir Lasserre.
Lasserre est une commune du Sud-Ouest de la France, située en Lot-et-Garonne (région Nouvelle-Aquitaine).

## Géographie

### Localisation
La commune est située à environ 9,3 kilomètres au sud-sud-est de Nérac.

### Communes limitrophes
Les communes limitrophes sont Fieux, Francescas, Fréchou, Moncrabeau et Nérac.
| Fréchou    | Nérac    | Fieux      |
|            | Lasserre | Francescas |
| Moncrabeau |          |            |

### Hameaux et lieux-dits
La commune compte 98 voies dont  98 lieux-dits administratifs répertoriés.
Les plus importants sont : Caubet, Quissac, Graouillat.

### Géologie et relief
La commune est classée en zone de sismicité 1, correspondant à une sismicité très faible.

### Hydrographie
Le système hydrographique de Lasserre se compose de :
- La Baïse[6], affluent de la Garonne ;
- Le ruisseau de Lassagne, long de 5,972 km[7], affluent de la Bonnieure ;

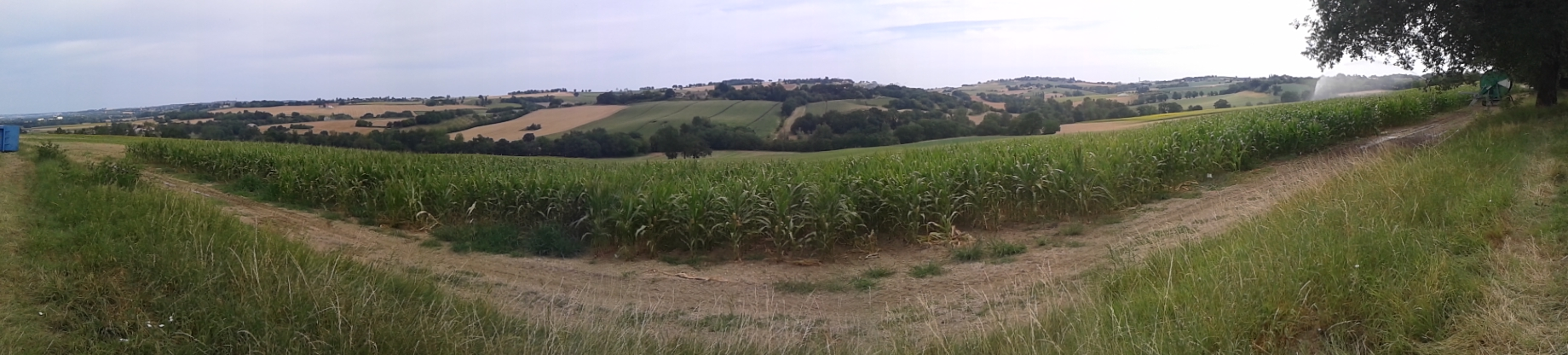
Panorama pris de Lasserre.

- Le Perrou, long de 4,434 km[8] ;
- Le Tricoulet, long de 5,855 km[9].

### Climat
Pour des articles plus généraux, voir Climat de la Nouvelle-Aquitaine et Climat de Lot-et-Garonne.
Historiquement, la commune est exposée à un climat océanique aquitain.  
En 2020, Météo-France publie une typologie des climats de la France métropolitaine dans laquelle la commune est exposée à un climat océanique altéré et est dans la région climatique Aquitaine, Gascogne, caractérisée par une pluviométrie abondante au printemps, modérée en automne, un faible ensoleillement au printemps, un été chaud (19,5 °C), des vents faibles, des brouillards fréquents en automne et en hiver et des orages fréquents en été (15 à 20 jours).
Pour la période 1971-2000, la température annuelle moyenne est de 13 °C, avec une amplitude thermique annuelle de 15,7 °C. Le cumul annuel moyen de précipitations est de 757 mm, avec 10,4 jours de précipitations en janvier et 6,5 jours en juillet. Pour la période 1991-2020, la température moyenne annuelle observée sur la station météorologique la plus proche, située sur la commune de Nérac à 9 km à vol d'oiseau, est de 13,9 °C et le cumul annuel moyen de précipitations est de 735,7 mm,. Pour l'avenir, les paramètres climatiques de la commune estimés pour 2050 selon différents scénarios d'émission de gaz à effet de serre sont consultables sur un site dédié publié par Météo-France en novembre 2022.

## Urbanisme

### Typologie
Au 1er janvier 2024, Lasserre est catégorisée commune rurale à habitat très dispersé, selon la nouvelle grille communale de densité à sept niveaux définie par l'Insee en 2022.
Elle est située hors unité urbaine. Par ailleurs la commune fait partie de l'aire d'attraction d'Agen, dont elle est une commune de la couronne,. Cette aire, qui regroupe 81 communes, est catégorisée dans les aires de 50 000 à moins de 200 000 habitants,.

### Occupation des sols

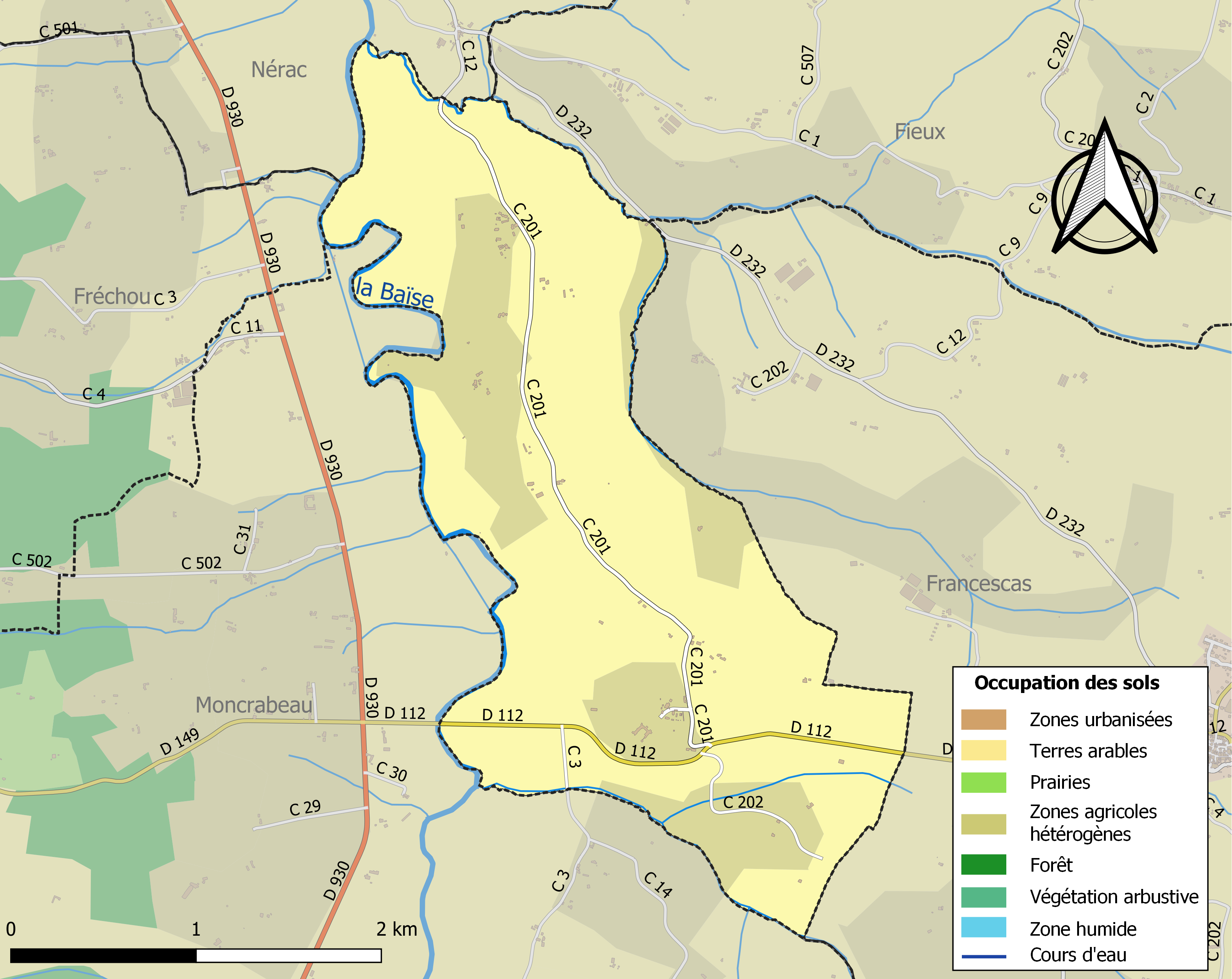
Carte des infrastructures et de l'occupation des sols de la commune en 2018 (CLC).

L'occupation des sols de la commune, telle qu'elle ressort de la base de données européenne d’occupation biophysique des sols Corine Land Cover (CLC), est marquée par l'importance des territoires agricoles (100 % en 2018), une proportion identique à celle de 1990 (100 %). La répartition détaillée en 2018 est la suivante : 
terres arables (75,9 %), zones agricoles hétérogènes (24,1 %). L'évolution de l’occupation des sols de la commune et de ses infrastructures peut être observée sur les différentes représentations cartographiques du territoire : la carte de Cassini (XVIIIe siècle), la carte d'état-major (1820-1866) et les cartes ou photos aériennes de l'IGN pour la période actuelle (1950 à aujourd'hui).

### Logement
En 2013, le nombre total de logements dans la commune était de 43 (dont 100 % de maisons).
Parmi ces logements, 79,9 % étaient des résidences principales, 12,1 % des résidences secondaires et 8 % des logements vacants.
La part des ménages propriétaires de leur résidence principale s’élevait à 58,8 %.

### Risques majeurs
Le territoire de la commune de Lasserre est vulnérable à différents aléas naturels : météorologiques (tempête, orage, neige, grand froid, canicule ou sécheresse), inondations, mouvements de terrains et séisme (sismicité très faible). Il est également exposé à un risque technologique,  le transport de matières dangereuses. Un site publié par le BRGM permet d'évaluer simplement et rapidement les risques d'un bien localisé soit par son adresse soit par le numéro de sa parcelle.

#### Risques naturels
Certaines parties du territoire communal sont susceptibles d’être affectées par le risque d’inondation par débordement de cours d'eau, notamment la Baïse. La commune a été reconnue en état de catastrophe naturelle au titre des dommages causés par les inondations et coulées de boue survenues en 1982, 1999 et 2009,.
Les mouvements de terrains susceptibles de se produire sur la commune sont des glissements de terrain et des tassements différentiels.

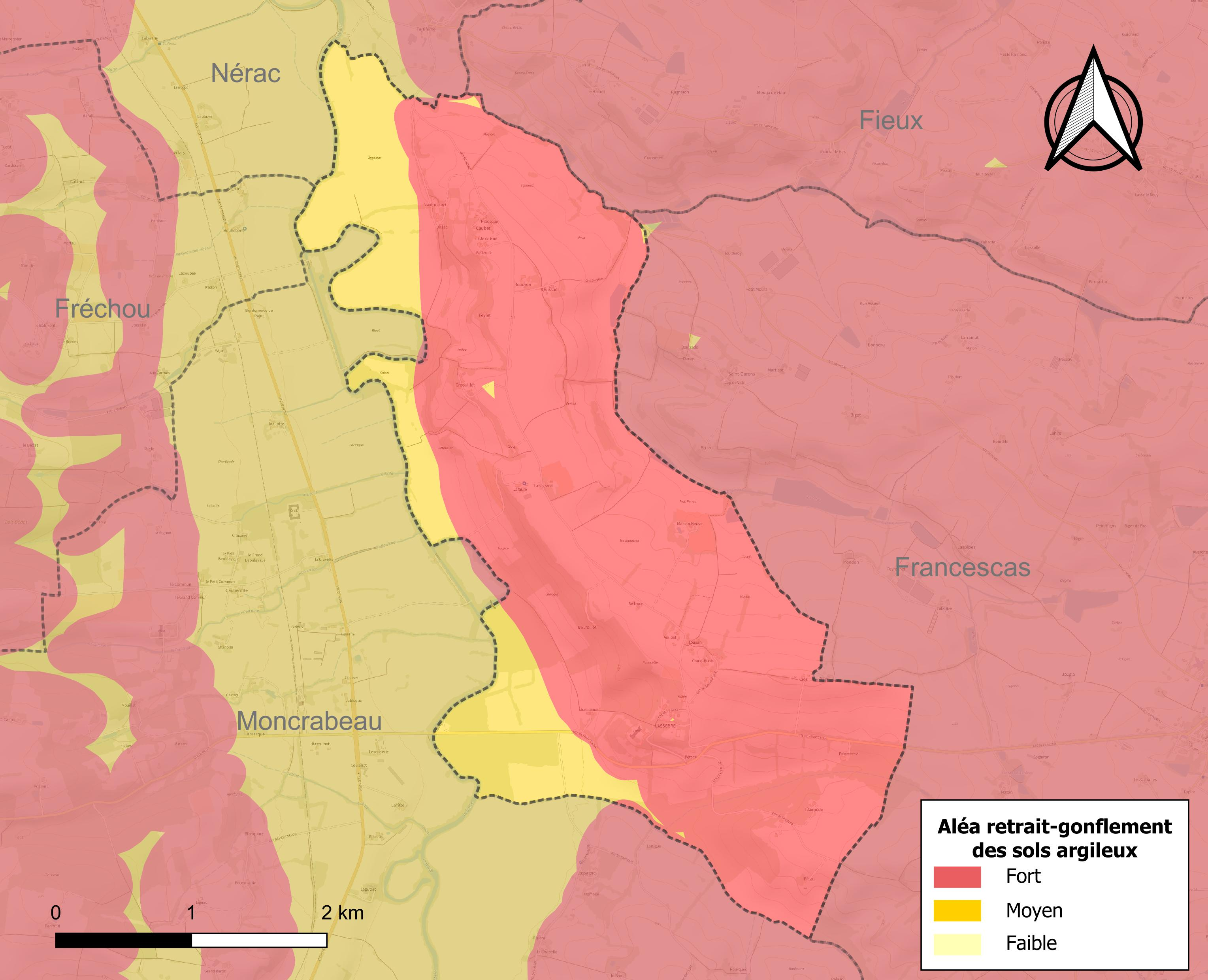
Carte des zones d'aléa retrait-gonflement des sols argileux de Lasserre.

Le retrait-gonflement des sols argileux est susceptible d'engendrer des dommages importants aux bâtiments en cas d’alternance de périodes de sécheresse et de pluie. La totalité de la commune est en aléa moyen ou fort (91,8 % au niveau départemental et 48,5 % au niveau national). Depuis le 1er octobre 2020, en application de la loi ELAN, différentes contraintes s'imposent aux vendeurs, maîtres d'ouvrages ou constructeurs de biens situés dans une zone classée en aléa moyen ou fort,.
Concernant les mouvements de terrains, la commune a été reconnue en état de catastrophe naturelle au titre des dommages causés par la sécheresse en 1989 et 2011 et par des mouvements de terrain en 1999.

## Politique et administration
| Période                                  | Période  | Identité               | Étiquette | Qualité     |
| ---------------------------------------- | -------- | ---------------------- | --------- | ----------- |
| avant 2002                               | 2003     | Geneviève de Pourtalès | DVD       |             |
| juillet 2003                             | 2008     | Gilbert Giraldello     |           | Commerçant  |
| mars 2008                                | En cours | Serge Pérès            |           | Agriculteur |
| Les données manquantes sont à compléter. |          |                        |           |             |

## Démographie
L'évolution du nombre d'habitants est connue à travers les recensements de la population effectués dans la commune depuis 1800. Pour les communes de moins de 10 000 habitants, une enquête de recensement portant sur toute la population est réalisée tous les cinq ans, les populations de référence des années intermédiaires étant quant à elles estimées par interpolation ou extrapolation. Pour la commune, le premier recensement exhaustif entrant dans le cadre du nouveau dispositif a été réalisé en 2005.

En 2022, la commune comptait 98 habitants, en évolution de +32,43 % par rapport à 2016 (Lot-et-Garonne : −0,18 %, France hors Mayotte : +2,11 %).
| 1800 | 1806 | 1821 | 1831 | 1836 | 1841 | 1846 | 1851 | 1856 |
| ---- | ---- | ---- | ---- | ---- | ---- | ---- | ---- | ---- |
| 378  | 366  | 314  | 352  | 373  | 363  | 343  | 318  | 304  |

| 1861 | 1866 | 1872 | 1876 | 1881 | 1886 | 1891 | 1896 | 1901 |
| ---- | ---- | ---- | ---- | ---- | ---- | ---- | ---- | ---- |
| 297  | 293  | 292  | 292  | 225  | 219  | 209  | 203  | 190  |

| 1906 | 1911 | 1921 | 1926 | 1931 | 1936 | 1946 | 1954 | 1962 |
| ---- | ---- | ---- | ---- | ---- | ---- | ---- | ---- | ---- |
| 210  | 200  | 164  | 172  | 155  | 159  | 169  | 157  | 147  |

| 1968 | 1975 | 1982 | 1990 | 1999 | 2005 | 2006 | 2010 | 2015 |
| ---- | ---- | ---- | ---- | ---- | ---- | ---- | ---- | ---- |
| 121  | 81   | 85   | 86   | 82   | 76   | 74   | 77   | 74   |

| 2020 | 2022 | - | - | - | - | - | - | - |
| ---- | ---- | - | - | - | - | - | - | - |
| 94   | 98   | - | - | - | - | - | - | - |

## Économie

### Revenus de la population et fiscalité
Pas de statistiques sur les Ménages fiscaux.

### Emploi
En 2014, le nombre total d’emploi dans la zone était de 14, occupant 38 actifs résidants (salariés et non-salariés).
Le taux d’activité de la population âgée de 15 à 64 ans s'élevait à 84,4 % contre un taux de chômage de 5,3 %.

### Entreprises et commerces
En 2015, le nombre d’établissements actifs était de dix dont quatre dans l’agriculture-sylviculture-pêche, quatre dans le commerce-transports-services divers et deux étaient relatifs au secteur administratif.
Cette même année, aucune  entreprise n’a été créée.

## Culture locale et patrimoine

### Lieux et monuments
- Château de Lasserre.
- Église Saint-Laurent de Lasserre. Elle est inscrite à l'Inventaire général du patrimoine culturel[33].

## Personnalités liées à la commune
- Jean Barreteau (1922-2010), joueur français de rugby à XV et international français de rugby à XIII, y est né.
- Alexandre Grothendieck (1928-2014), mathématicien, s'y est retiré et y a vécu, reclus de 1990 à son décès.